# 보니파스 알렉상드르

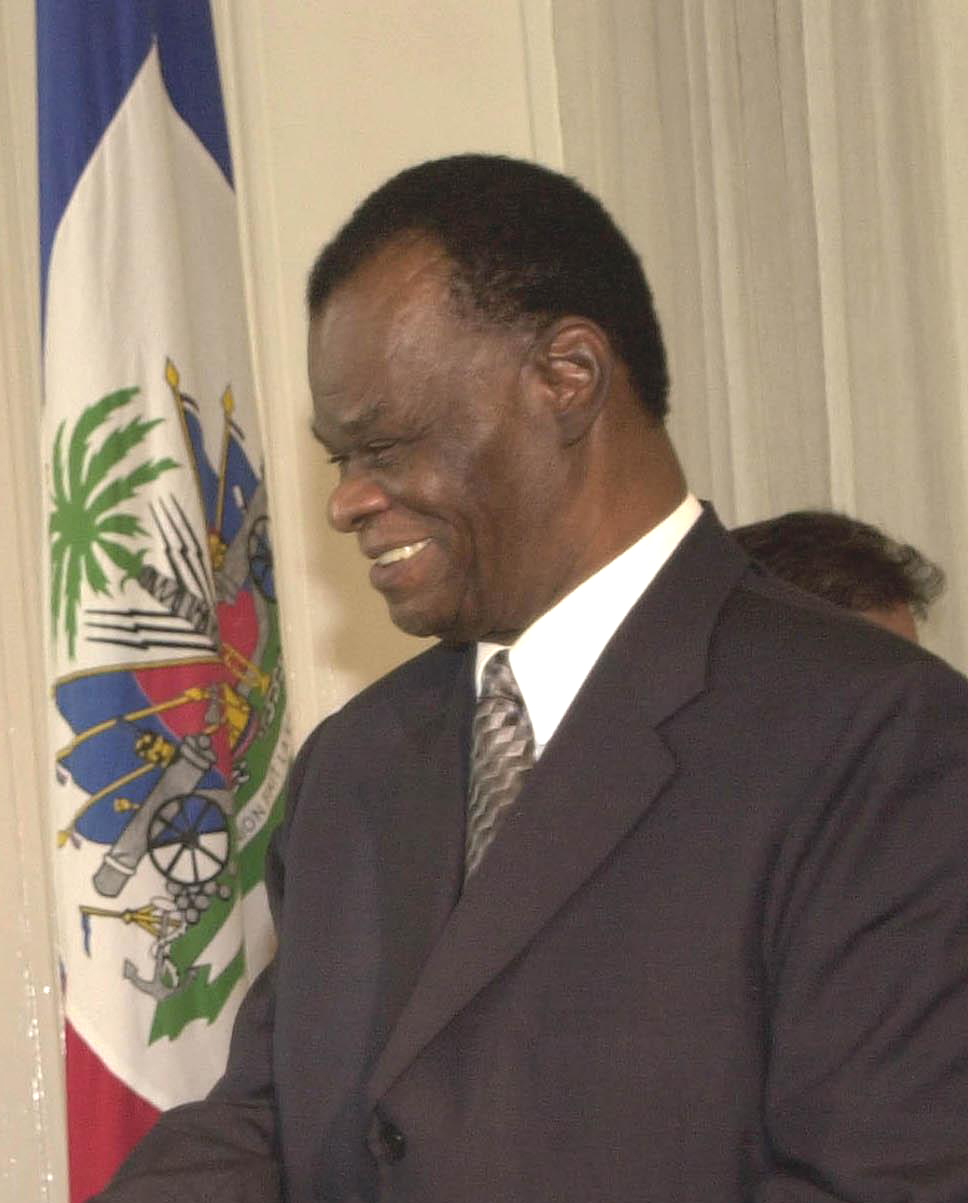
2004년 모습

보니파스 알렉상드르(Boniface Alexandre, 프랑스어 발음: [bɔnifas alɛksɑ̃dʁ], 1936년 7월 31일 ~ 2023년 8월 4일)는 아이티의 정치인이었다. 알렉산드르는 2004년 장 베르트랑 아리스티드 대통령을 공직에서 축출한 쿠데타 이후 아이티의 임시 대통령을 역임했다. 2006년 5월까지 복무했다.

## 생애
알렉상드르는 아이티의 첫 번째 총리였던 그의 삼촌 마르시알 셀레스틴(Martial Célestin)에 의해 자랐다. 변호사 훈련을 받은 그는 1992년 대법원에 임명될 때까지 25년 동안 포르토프랭스의 법률회사에서 일했다. 아리스티드는 2002년 그를 대법원장으로 임명했다.